# L'Importance d'être Constant (film)
Pour l’œuvre initiale, voir L'Importance d'être Constant.
Pour plus de détails, voir Fiche technique et Distribution.
L'Importance d'être Constant (The Importance of Being Earnest) est un film de Oliver Parker, sorti en 2002, d'après la pièce de théâtre L'Importance d'être Constant d'Oscar Wilde.

## Synopsis
Londres dans les années 1890, deux amis utilisent le même pseudonyme (Constant) pour leurs activités secrètes.

## Fiche technique
- Titre : L'Importance d'être Constant
- Titre original : The Importance of Being Earnest
- Réalisation : Oliver Parker
- Scénario : Oliver Parker d'après la pièce d'Oscar Wilde
- Musique : Charlie Mole et Chris Nicolaides
- Dates de sortie : 17 mai 2002 (États-Unis), 6 septembre 2002 (Royaume-Uni), 30 avril 2003 (France)
- Durée : 97 minutes

## Distribution
- Rupert Everett : Algy
- Colin Firth : Jack
- Frances O'Connor : Gwendolen
- Reese Witherspoon (VF : Aurélia Bruno): Cecily
- Judi Dench : Lady Bracknell
- Anna Massey : Miss Prism
- Edward Fox : Lane